# Paul Desmond Scully-Power
Paul Desmond Scully-Power dr. (Sydney, Ausztrália, 1944. május 28. –) amerikai űrhajós. Polgári űrhajós, óceánkutató.

## Életpálya
1966-ban az University of Sydney keretében alkalmazott matematikából kapott oklevelet. 1967-től az Ausztrál Királyi Haditengerészet első oceanográfiai csoportjának tudományos munkatársa, vezetője. 1972-1974 között egy csere program keretében az amerikai haditengeréstnél végezte tudományos munkáját. Az óceánok tanulmányoszása érdekében 24 tudományos hajózási programban vett rész, 16 alkalommal a kutatás vezetője volt. A Skylab-program Föld-megfigyelési tanácsadója. 1975-1975 között Ausztráliában egy közös – Ausztrália, Új-Zéland, USA –, első kombinált oceanográfiai és akusztikai mérés sorozatot hajtottak végre a spirális örvények vizsgálatára. 1976-ban a NASA külföldi kutatásvezetője. 1977-ben kérvényezte amerikai állampolgárságát, hogy a haditengerészet Hadviselési Központ polgári alkalmazottja lehessen. Feladata az űrkutatási program technológiai (Föld kutatás, oceanográfia) segítsége 1982-től amerikai állampolgár.
1984. júniustól a Lyndon B. Johnson Űrközpontban gyorsított űrhajóskiképzésben részesült. Az első ausztrál születésű, az első szakállas űrhajós. Egy űrszolgálata alatt összesen 8 napot, 5 órát és 23 percet (197 óra) töltött a világűrben. Űrhajós pályafutását 1984. október 10-én fejezte be.
Ausztráliában egy oceanográfiai cégnél dolgozott. Az Ausztrál Kormány nemzetközi oceanográfiai tanácsadója, saját tanácsadó cégének, a SensorConnect Inc. elnök-vezérigazgatója. Nemzeti és nemzetközi tanulmányokat értékel, bírál. Scully-Power tekinthető a világ legelismertebb távérzékelő szakértőjének: látható, infravörös, radar -és akusztikai területen.

## Űrrepülések
STS–41–G, Challenger űrrepülőgép 6. repülésének küldetés specialistája. Egy műholdat állítottak pályairányba. Filmre vették a teljes szolgálatot, amiből dokumentumfilm készült. Egy űrszolgálata alatt összesen 8 napot, 5 órát, 23 percet és 33 másodpercet (197 óra) töltött a világűrben. 5 293 847 kilométert (3 289 444 mérföldet) repült, 133 alkalommal kerülte meg a Földet.

## Írásai
Több mint kilencven nemzetközi tudományos jelentést és szakfolyóirati cikket készített (oceanográfiai fizikai, víz alatti akusztika, távérzékelés, alkalmazott matematika, oceanográfiai tér, tengerbiológia, meteorológia, és óceánkutatási technológia).

## Kitüntetések
- Rendelkezik a legmagasabb fokú tudományos fokozattal, a Doctor of Science in Applied Mathematics-al.
- Első elnöke az ENSZ Nemzetközi Oceanográfiai Bizottságának. Megkapta az Oceanográfiai "Nobel-díj"-jat.